# Ustvarjanje iztočnic
Ustvarjanje iztočnic (v angleščini Prompt engineering), postopek pogosto uporabljen pri komunikaciji z besedilotvornimi modeli, je pisanje iztočnic razumljivih za generativne modele. Temelji na sposobnosti tovrstnih modelov, da se od uporabnika – začasno, tj. le v okviru posameznega pogovora – naučijo nečesa novega. Tovrstno "učenje v kontekstu" predstavlja ključno značilnost obsežnih jezikovnih modelov.
Iztočnica podaja nalogo, ki jo mora model izvesti. Primeri preprostih iztočnic so vprašanja, npr.: "Kaj je Fermatov izrek?"; ukazi, npr.: "Napiši pesem o padajočih listih"; kratke povratne informacije, npr.: "Preveč podrobno" ali "Premalo podrobno". Iztočnica lahko vključuje daljši opis s kontekstom, navodili in vhodnimi podatki. Iztočnica lahko zahteva od modela naj uporabi določen ton, žargon, ali prevzame določeno vlogo, npr.: "Prevzemi vlogo rojenega govorca francoščine". V nekaterih primerih iztočnice v enem stavku naštejejo nekaj primerov, ki jih mora model uporabiti kot zgled za svoj odgovor - to imenujemo "učenje z nekaj primeri".